# Dieselmotoren für U-Boote der Kaiserlichen Marine
Für die Auswahl der Dieselmotoren für die U-Boote der Deutschen Kaiserlichen Marine legte diese höchste technische Ansprüche an. Diese Anforderungen, der Wettbewerb der führenden Hersteller und nicht zuletzt die gut ausgebildeten und motivierten Ingenieure trieben die Motorentwicklung zwischen 1903 und 1918 erheblich voran. In rund 15 Jahren wurde der spezifische Brennstoffverbrauch stark reduziert und die Leistung von 200 auf 3000 PS pro Motor gesteigert.

## Einführung

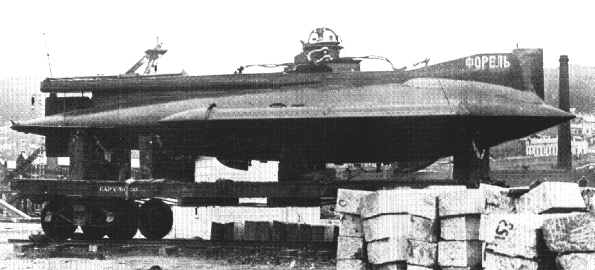
1902 Germaniawerft, Experimental U-Boot Forelle mit E-Antrieb

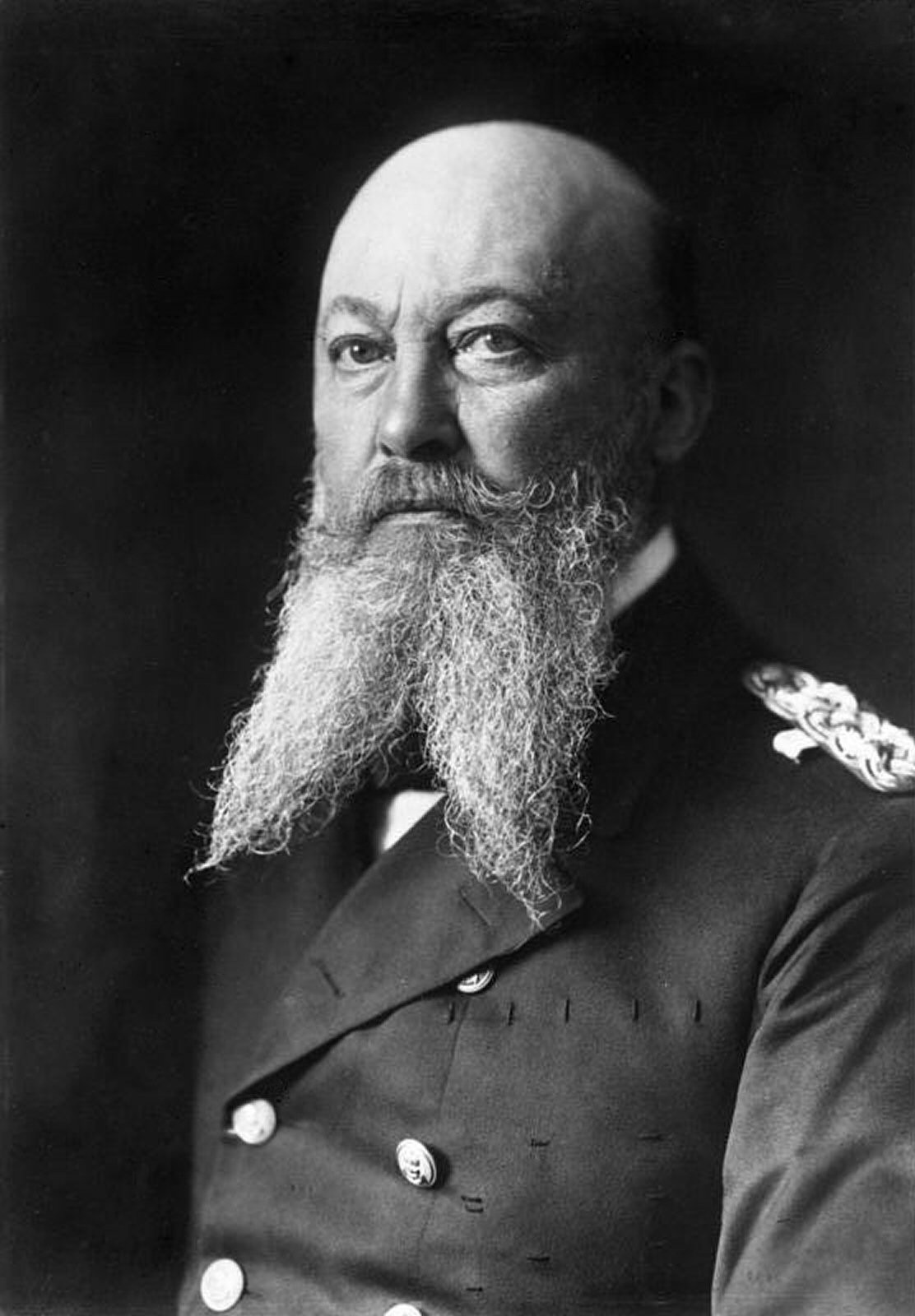
Alfred von Tirpitz war von 1897 bis 1916 Leiter des Reichsmarineamts

Die Germaniawerft (seit 1902 Friedrich Krupp Germaniawerft) in Kiel wurde 1896/1902 durch Krupp übernommen. Sie begann um 1902 unter dem Einfluss von Raymondo Lorenzo D'Equevilley Montjustin (* 1873 in Wien) mit dem Bau von U-Booten. Zuerst wurde als Antrieb ein batteriegespeister Elektromotor verwendet. 1902 entstand als Versuchsfahrzeug das erste brauchbare Boot mit diesem Antrieb, die Forelle. Sie wurde 1904 an Russland verkauft. Dieses Versuchsfahrzeug (Projekt Leuchtboje) wurde von der Firma Krupp am 28. Juli 1902 von der Krupp Germaniawerft bestellt. Es wurde am 19. Februar 1903 auf Kiel gelegt und der Stapellauf erfolgte nach vier Monaten. Es wurde eingehend erprobt und viele Erfahrungen mit diesem Antrieb gesammelt. Am 20. Juni 1904 wurde es mit der Bahn nach Petersburg geliefert.
Da das Reichsmarineamt unter der Leitung (1897–1916) von Alfred von Tirpitz bis dahin kein Interesse an den von der Germaniawerft angebotenen U-Booten zeigte, wurden sie auch im Ausland angeboten. Am 4. April 1904 erteilte das Reichsmarineamt dem Marine-Oberbaurat Gustav Berling, der von 1904 bis März 1912 Chefingenieur und Leiter der U-Bootabteilung der Torpedoinspektion des Reichsmarineamtes war, den Auftrag, ein U-Boot für die Marine zu entwickeln und bauen zu lassen. Im Marineetat des Jahres 1905 wurden 1,5 Mio. Mark für Versuche des Unterseebootsbaus zur Verfügung gestellt.
Anfang 1904 fragte die Germaniawerft bei MAN an, ob man für den Antrieb der U-Boote Dieselmotoren liefern könne. Da MAN nicht die erwartete Zusage gab, kam die Germaniawerft mit der Gebr. Körting AG ins Geschäft. Körting baute seit 1886 erfolgreich Gasmotoren, seit 1893 Petroleummotoren und konnte die gewünschten Motoren (Petroleummotoren) mit 200 PS pro Motor liefern. Es waren, wie verlangt, Zweitakt-Motoren.

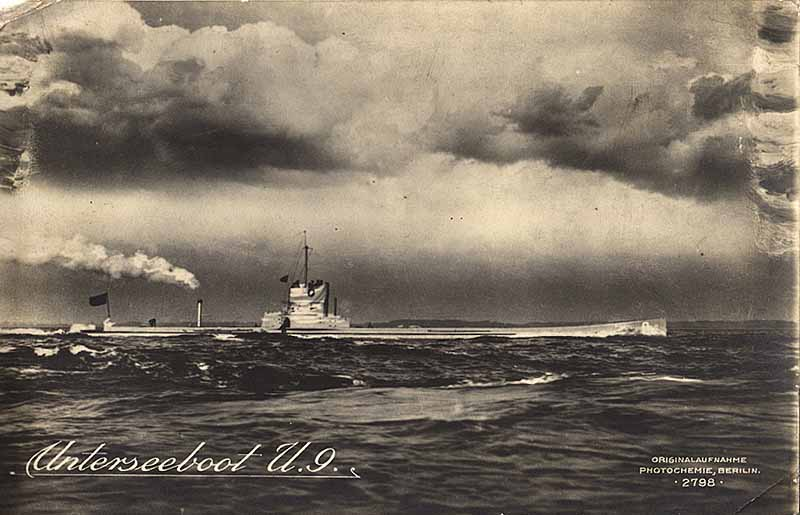
U 9, eines der erfolgreichsten U-Boote im Ersten Weltkrieg

Am 20. April 1904 hatte die Kaiserliche Russische Marine bei der Germaniawerft drei U-Boote bestellt, die ab 1905 vom Stapel liefen. Ein Merkmal dieser U-Boote war der Hybrid-Antrieb aus Dieselmotor, Generator, Bleiakkumulator und Elektro-Motor. Die frühen vergleichbaren U-Boote der französischen Marine dieser Zeit hatten einen Hybridantrieb aus Dampfkessel, Dampfkolbenmaschine (Primärenergieerzeuger), Bleiakkumulator und Elektromotor. Die von der Germaniawerft gebauten U-Boote der Pionierphase (drei für Russland, sechs für Deutschland) wurden dagegen als Primärenergieerzeuger mit Petroleummotoren ausgerüstet. Die Kaiserliche Werft Danzig baute 13 U-Boote mit Petroleummotoren für die Kaiserliche Marine. Erst die U-Boote ab U 19 (1913) bekamen Dieselmotoren, die inzwischen zu leichteren und stärkeren Maschinen entwickelt worden waren.
Auch infolge dieser Pionierarbeiten wurden bei Krupp, der gemeinsam mit MAN Rudolf Diesels Versuche an den ersten „Ölmaschinen“ finanzierte, die Arbeiten an Dieselmotoren für die Handelsschifffahrt eingestellt. Die Entwicklungsabteilung für Dieselmotoren für die Marine wurde von Essen nach Kiel zur Germaniawerft verlegt.
Das im Vergleich zu den russischen Booten etwas größere erste U-Boot der Kaiserlichen Marine lief am 4. August 1906 vom Stapel. Es wurde mit Hilfe des Hebeschiffs Oberelbe sehr ausgiebig erprobt, erhielt im November 1906 offiziell die Bezeichnung U 1 und wurde am 14. Dezember 1906 in Dienst gestellt. U 9 mit Antrieb durch zwei Petroleummotoren (2 × 500 PS) zählte mit zu den erfolgreichsten U-Booten im Ersten Weltkrieg. In sieben Feindfahrten versenkte es fünf Kriegsschiffe mit 44.173 Tonnen und 13 Handelsschiffe mit 8636 BRT. Kein anderes Boot hat während des Ersten Weltkrieges mehr Kriegsschiffe versenkt.

## Wettbewerb der Hersteller

### Gebr. Körting

#### Petroleummotoren

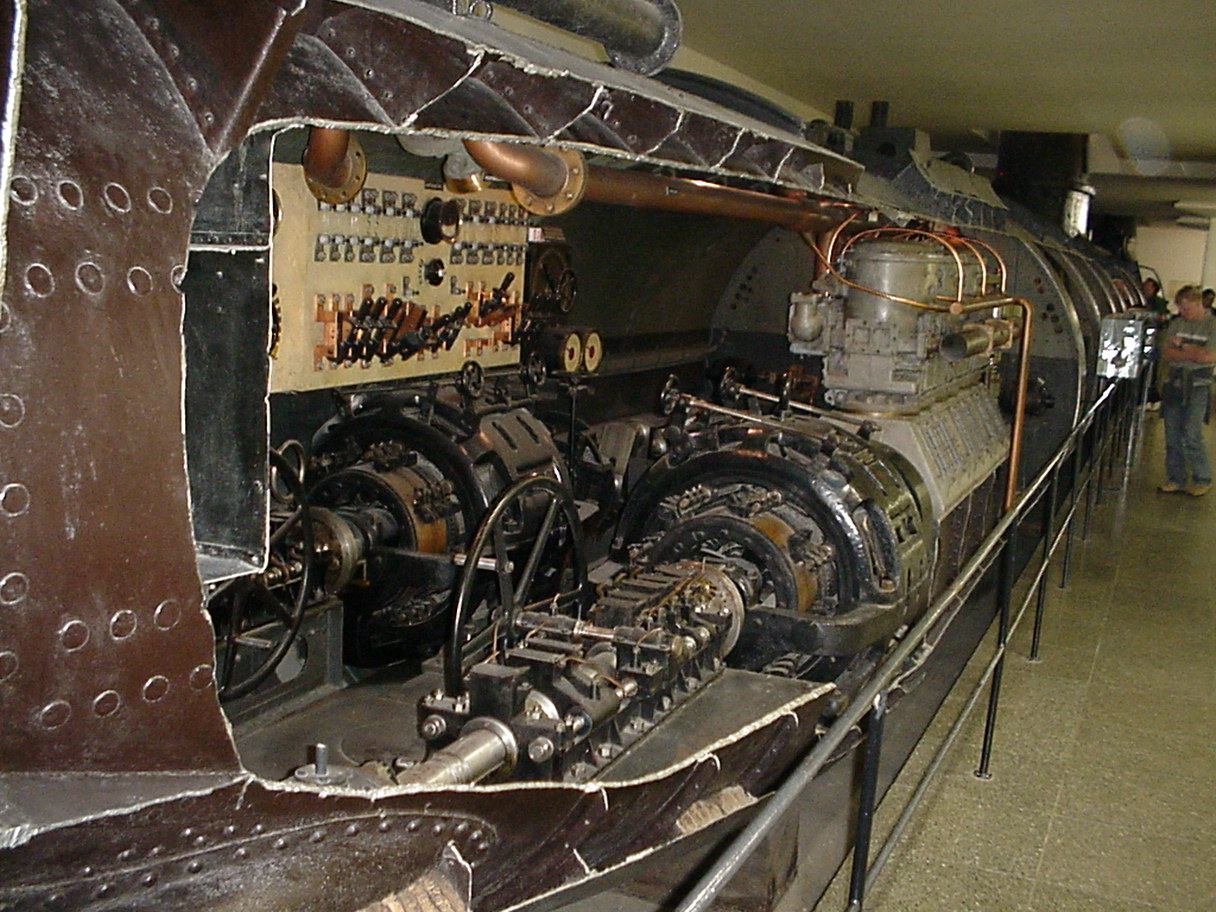
U 1 mit Petroleummotor von Körting im Deutschen Museum

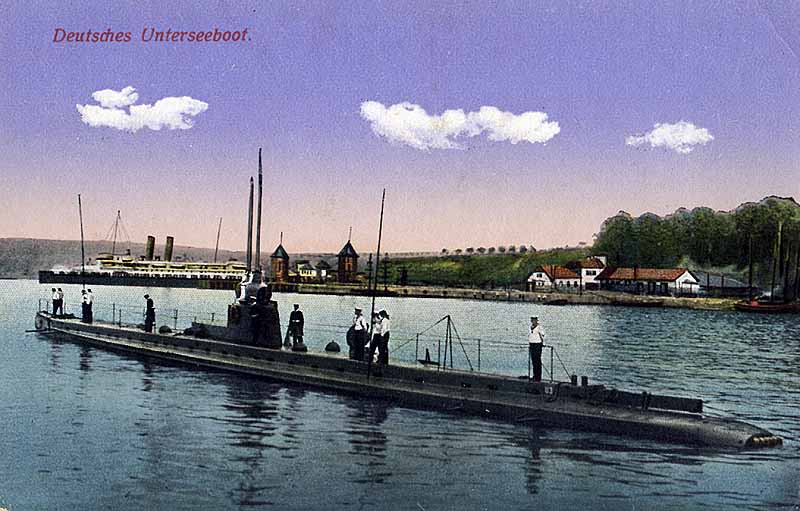
1. Generation der U-boote mit Petroleummotor

Die Gebr. Körting AG war in Deutschland der Maschinenbauer mit den meisten Erfahrungen im Bau von Zweitaktmotoren, denn seit 1893 wurden Petroleummotoren nach diesem Prinzip gebaut.
Für die U-Boot-Motoren war seitens der Werft die Kurbelkammerspülung vorgeschrieben, die Unterseiten der Kolben dienten als Spülpumpen. Ein einfaches bewährtes Prinzip, es wurde später bei den Zweitakt-Dieselmotoren sehr lange angewendet und erst nach 90 Jahren von der Kombination Abgasturbolader und elektrisch angetriebenem Hilfsgebläse endgültig abgelöst.
Auf eine einfache Konstruktion wurde seitens der Werft viel Wert gelegt. Das Gehäuse war aus Bronze hergestellt, wodurch eine dünnwandige Konstruktion mit geringem Gewicht ermöglicht wurde (17,5 kg/PS). Die mit Kreuzkopf ausgeführten Motoren hatten keine Ventile und die Ein- und Auslassschlitze wurden vom Kolben gesteuert. Anlassventile entfielen, da der Motor durch den Gleichstromgenerator gestartet wurde, der für den Startvorgang von der Batterie mit Strom versorgt als Elektro-Motor arbeitete. Beim Startvorgang wurde der Petroleummotor etwa fünf Minuten lang ohne Petroleumzufuhr durchgedreht, die angesaugte Luft wurde im Kreis gepumpt und dabei elektrisch angewärmt.
Erst dann wurde Petroleum zugegeben und gestartet. Diese Prozedur war nur beim U-Boot möglich, bei anderen Anwendungen wurde mit Benzin gestartet. Das Petroleum wurde vom aufwärts gehenden Kolben über den Vergaser in den ringförmigen Gemischraum gesaugt. Der abwärts gehende Kolben drückte dieses Gemisch dann in den Zylinder und wurde beim Aufwärtsgang im oberen Totpunkt durch die Magnetabreißvorrichtung gezündet. Vor dem unteren Totpunkt öffnete die Steuerkante des Kolbens erst die Abgas- und danach die Spülschlitze. Die Gemischmenge und damit die Leistung wurde mit einer Drosselklappe gesteuert.
Der relativ hohe Verbrauch von rund 0,50 kg/PSh ergab sich aus der zu kleinen Spülluftmenge. Sie hätte für gute Verbrennungsverhältnisse 30–50 % größer sein müssen.

Maschinenraum eines U-Bootes mit Petroleummotoren

Bald danach zeigte auch die Kaiserliche Marine Interesse an diesen U-Booten. Das erste deutsche U-Boot (U 1) wurde am 14. Dezember 1906 in Dienst gestellt und wurde wie die Vorgänger mit zwei Sechszylinder-Körting Petroleummotoren mit je 200 PS angetrieben. Insgesamt gesehen stellten diese Motoren eine außerordentlich hervorragende Leistung der Körting-Ingenieure dar, die kaum öffentlich wurde. Die Motoren haben sich, obwohl störanfällig, bewährt, U 1 war bis zum Kriegsende 1918 im Einsatz, zum Schluss als Schulungsboot. Von diesem erfolgreichen Motortyp hat Körting bis 1911 rund 100 Petroleummotoren gebaut.
Die nächste Serie von U 5 bis U 8 erhielt je Boot vier Petroleummotoren mit insgesamt 900 PS und die U-Boote U 9 bis U 18 wurden mit je zwei Sechszylinder- und zwei Achtzylindermotoren mit insgesamt 1300 PS angetrieben. Damit liefen sie 15,6 Knoten über Wasser. Die folgenden U-Boote ab U 19 (1913) bekamen Dieselmotoren, die inzwischen zu leichteren und stärkeren Maschinen entwickelt worden waren. Sie hatten nicht die Nachteile der Petroleummotoren – hoher spezifischer Brennstoffverbrauch und eine weiß-gelbliche gut sichtbare Rauchfahne aufgrund der zu kleinen Spülluftmenge.

#### Dieselmotoren
Körting entwickelte ab 1912 auch Dieselmotoren für U-Boote, anfangs nach dem Zweitakt-Prinzip, wie z. B. zwei Motoren für die russische Marine mit sechs Zylindern, die 295 kW (400 PS) bei 350/min (285 mm Zylinderdurchmesser, 350 mm Hub) hatten. Die 1914 abgenommenen Motoren wurden wegen des Kriegsausbruchs in ein deutsches U-Boot eingebaut. Auf Wunsch der Marine wurden dann Viertakt-Motoren entwickelt, der Versuchsmotor leistete 44 kW (60 PS) und hatte vier Zylinder. Anschließend wurden vorwiegend Sechszylindermotoren für die Marine gebaut; die Leistung stieg von 150 über 290, 450, 530 PS bis auf 1200 PS (880 kW) (1917) pro Motor. Danach wurden 1800 PS (1325 kW) Motoren gebaut, die nicht mehr zum Einsatz kamen. Auch der Versuchsmotor mit 700 PS pro Zylinder kam über den Prüfstandsversuch nicht hinaus.

### Maschinenfabrik Augsburg-Nürnberg (MAN)

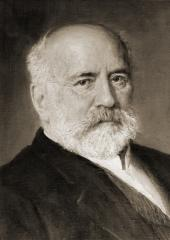
Heinrich von Buz war bis 1913 Generaldirektor der seit 1898 vereinigten Maschinenfabrik Augsburg-Nürnberg (MAN)

In Deutschland hatte MAN sich zu dieser Pionierzeit an die deutsche und französische Marine gewandt, um die Bestellung für einen Dieselmotor zu bekommen. Der angebotene von stationären Maschinen abgeleitete Dieselmotor war den Marinen mit 75 kg/PS zu schwer und weckte daher kein Interesse. Daher beschloss MAN, aus eigenen Mitteln, einen leichteren Motor zu konstruieren und zu bauen. Er bekam die Typenbezeichnung SM 4 × 280/300, hatte vier Zylinder, 280 mm Durchmesser, 300 mm Hub und sollte 140 PS (103 kW) bei 400/min leisten. Daraus ergab sich ein mittlerer spezifischer Druck von 4,25 kg/cm². Das spezifische Gewicht sollte bei diesem Motor unter 40 kg/PS liegen, stationäre Motoren dieser Zeit wogen um 210 kg/PS.
Der Motor bestand aus einem kastenförmigen Untergestell mit der Kurbelwellenlagerung, darauf waren vier einzelne runde Gestelle aufgeschraubt, in denen die Laufbuchsen eingezogen waren. Später war die Marine bereit, den Motor zu kaufen, die Bestellung erfolgte am 16. Juni 1903 und am 15. Oktober 1904 wurde der Motor an die Kaiserliche Werft Kiel geliefert. Er wurde mit 68 kg/PS erheblich schwerer als geplant, war andererseits aber deutlich leichter als 75 kg/PS. Der Motor war noch nicht umsteuerbar, eine Umsteuerung des Antriebs mit Hilfe eines Wendegetriebes war jedoch bereits fertig konstruiert. Über den weiteren Verbleib des Motors ist nichts bekannt.
MAN und Krupp (Friedrich Krupp Germaniawerft) beschlossen 1904 die gemeinsame Entwicklung eines U-Boot-Dieselmotors nach dem Viertakt-Prinzip. Der Leiter der Dieselmotorenabteilung der Germaniawerft (W. Sorsoe) entwarf 1904 in Augsburg mit Immanuel Lauster und Wilhelm Eberle aus Ettlingen einen U-Bootmotor mit 200 PS. Er wurde nicht ausgeführt, da die Kaiserliche Marine stärkere Motoren verlangte.

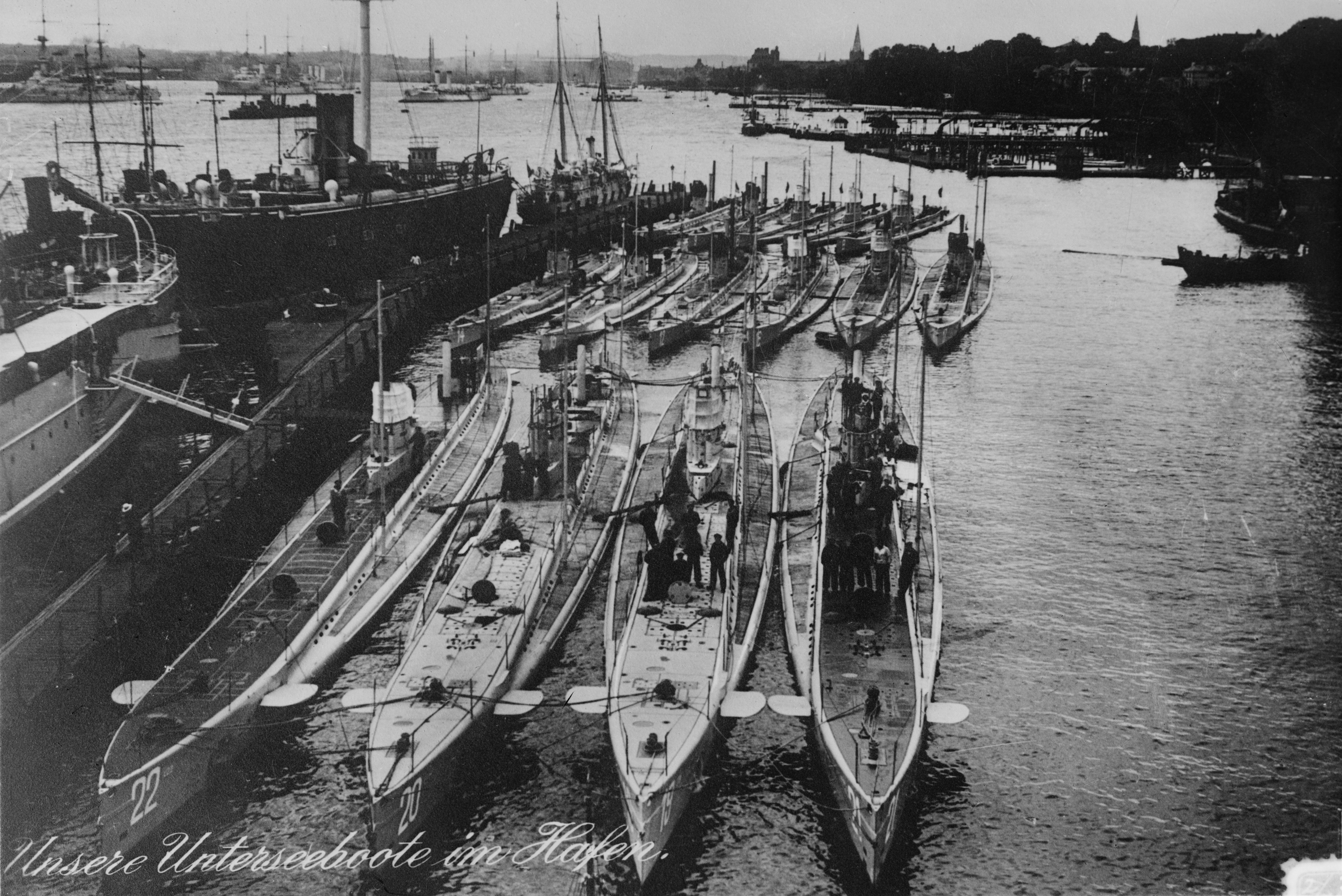
1. Reihe von links nach rechts: U 22, U 20, U 19 und U 21; 2. Reihe von links nach rechts: U 14, U 15, U 11, U 16, U 18 und U ?? in Kiel 1914, vorwiegend mit Petroleummotoren

Ab 1905 wurde von MAN (jetzt ohne Krupp-Beteiligung) ein Motor entwickelt, der mit vier Zylindern 147 kW (200 PS) bei 400/min leisten sollte. Das geschlossene Kastengestell gab dem Motor die erforderliche Steifigkeit, es wurde erstmals Stahlguss verwendet. Die Kolben waren ölgekühlt, das Kühlöl wurde über Gelenke zugeführt. Diese Motoren (SM 4 × 360) wurden 1906 in die zwei französischen U-Boote der Circé-Klasse eingebaut, sie hatten ein spezifisches Leistungsgewicht von 33 kg/PS. Die erste Motorlieferung (zwei Motoren) waren noch nicht umsteuerbar, daher war ein Wendegetriebe notwendig. Die folgenden vier an Frankreich gelieferten Motoren konnten umgesteuert werden und später wurden die ersten zwei Motoren ebenfalls mit einer Umsteuerung versehen.
An diesem Motortyp zeigte dann auch die Kaiserliche Marine großes Interesse, er sollte jedoch umsteuerbar sein, mit sechs Zylindern 850 PS leisten und nicht mehr als 26 kg/PS wiegen. Die Abmessungen von Kolbendurchmesser und -hub wurden daher von MAN auf 400 mm erhöht, die Drehzahl um 45/min angehoben und 1910 erfolgte die Abnahme dieses Motors im Werk. Der Brennstoffverbrauch betrug 192 g/PSh und befand sich deutlich unter den verlangten 200 g/PSh, das spezifische Leistungsgewicht lag mit 22 kg/PS erheblich unter der ursprünglichen Forderung von 28 kg/PS. Damit waren die hohen Anforderungen der Marine mehr als erfüllt. Der erste Erfolg von MAN für die Kaiserliche Marine lässt sich auch daran messen, dass sieben weitere Motoren bestellt wurden, die 1912/13 in U 19, U 20 und U 21 eingebaut wurden.
Diese Dieselmotoren bewährten sich, und da der spezifische Verbrauch im Vergleich zu den Petroleummotoren etwa auf dem halben Wert lag, erhöhte sich die Reichweite der U-Boote erheblich. Der Erfahrungsrücklauf von der Marine zu MAN bewirkte ständige Verbesserungen und Optimierungen. Die Motorleistung und die Abmessungen wurden während des Ersten Weltkrieges schrittweise erhöht und der letzte und größte U-Boot-Motor hatte zehn Zylinder, leistete 3000 PS und wurde 1917 abgeliefert. Insgesamt lieferte MAN bis 1918 rund 560 U-Bootsmotoren mit über 500.000 PS.

### Friedrich Krupp Germaniawerft

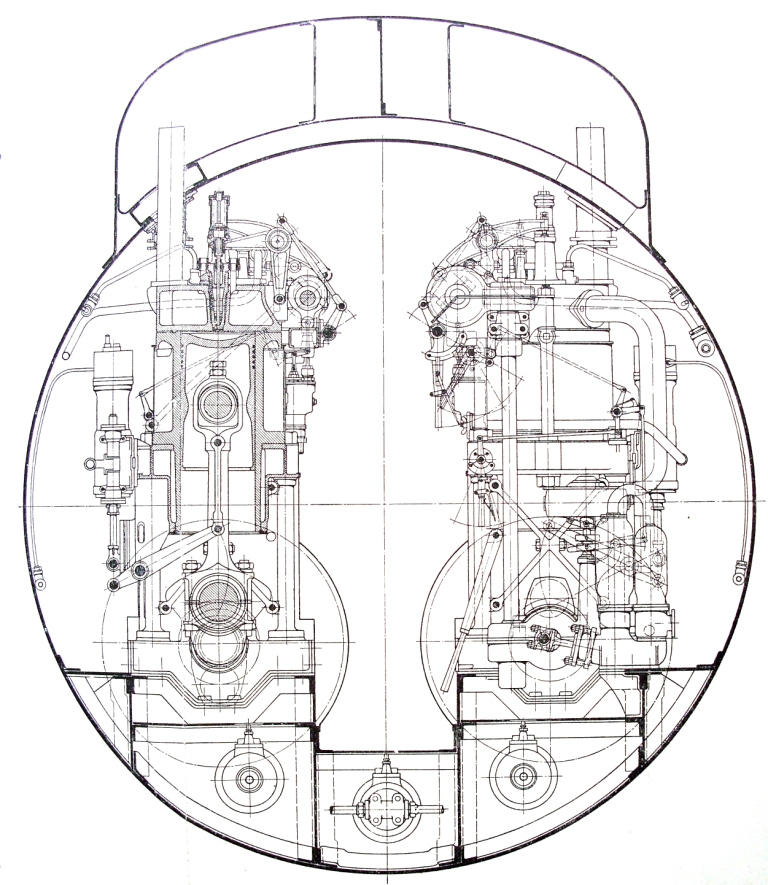
1904 Germaniawerft, 1. Entwurf mit zwei 200 PS Dieselmotoren, Viertakt-Motoren als gemeinsame Entwicklung von MAN-Augsburg und Krupp

Berling entwickelte bei der Germaniawerft in Kiel ein Zweihüllen-Küsten-U-Boot, der Entwurf lehnt sich dabei an die drei von 1906 bis 1907 von der Germaniawerft nach Russland gelieferten U-Boote der Karp-Klasse an. Im April 1905 wurde schließlich mit dem Bau begonnen und im Dezember 1906 wurde das von Berling entwickelte U-Boot als U 1 und als erstes deutsches Militär-U-Boot von der Kaiserlichen Marine in Dienst gestellt
Der erste U-Boot-Dieselmotor der Friedrich Krupp Germaniawerft, ein Viertaktmotor mit 4 Zylindern, wurde nach MAN-Unterlagen gebaut. Er kam 1907 mit 300 PS auf den Prüfstand, er war schon umsteuerbar und wurde als Versuchsmotor in verschiedenen Ausführungen gebaut, je nach Quelle sogar doppeltwirkend.

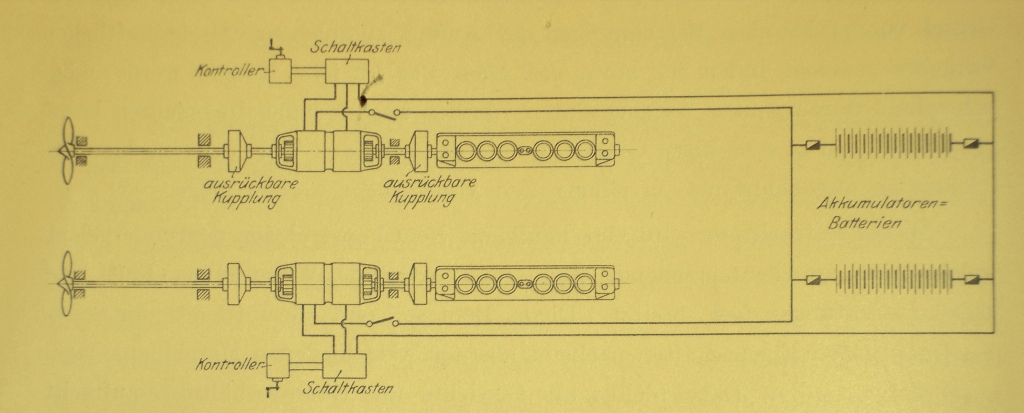
Antriebssystem der U-Boote bestehend aus zwei Dieselmotoren, Kupplungen, Generatoren, Akkus, E-Motor und Propeller

Die Germaniawerft baute wie MAN mit großem Erfolg U-Boot-Dieselmotoren, jedoch nach dem Zweitakt-Prinzip. Der erste wurde 1911 fertiggestellt, hatte sechs Zylinder mit 350 mm Durchmesser und 400 mm Hub, er leistete 850 PS bei 450/min. Das spezifische Leistungsgewicht betrug 23,6 kg/PS und acht Motoren wurde 1914 in vier deutsche U-Boote eingebaut. Die russische Marine bestellte 1912 sechs 1150 PS Motoren, die wegen des Kriegsausbruchs statt in russische in deutsche U-Boote (U 63 – U 65) eingebaut wurden. Die nächste Generation dieser Dieselmotoren hatte 1650 PS und waren die stärksten U-Bootsmotoren nach dem Zweitakt-Prinzip, die die Germaniawerft jemals gebaut hat.

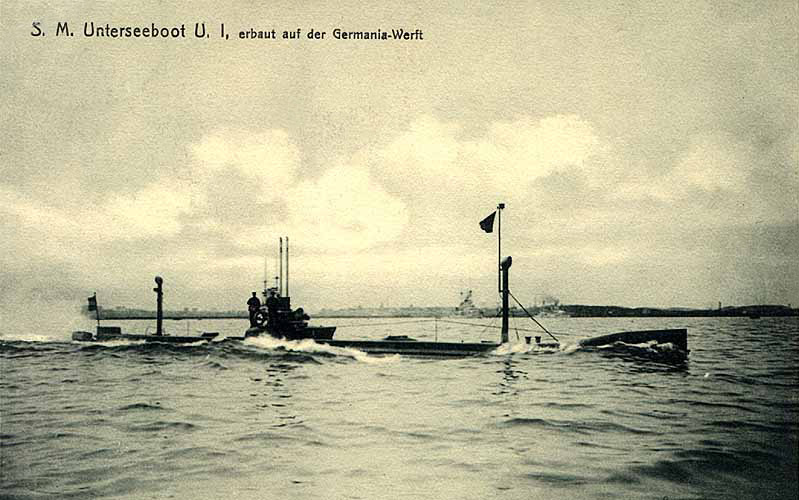
U 1 von der Germaniawerft

Auch dieser Motor wurde von Russland bestellt, dann jedoch in den U-Kreuzer U 139 eingebaut. Die Germaniawerft entwickelte und baute auch U-Bootmotoren nach dem Viertakt-Prinzip, insgesamt fünf Größen von 450–1700 PS.

### Andere Hersteller
Andere Hersteller wie Daimler, Benz & Cie., Linke-Hofmann/Junkers, Deutz, MWM, Görlitzer Maschinenbau-Anstalt und die AEG entwickelten und fertigten U-Boot-Dieselmotoren nach eigenen Konstruktionen mit mehr oder weniger Erfolg.
Außerdem gab es die Gruppe der Lizenznehmer, die auch häufig Bauwerften waren, wie Blohm & Voss, Vulcan, AG Weser und BBC.